# Дхадинг
Област Дхадинг е част от анчол Багмати във Непал, с площ от 1926 км2 и население 338 658 души (2001). Административен център е град Дхадинг Беси.